# Río de las Perlas
El río de las Perlas, río Perla (en chino, 珠江; pinyin, Zhū Jiāng, portugués: Rio das Pérolas, inglés: Pearl River), y menos comúnmente llamado río Guangdong (o río Cantón) (en chino simplificado, 粤江) es el tercer río más largo de los que discurren íntegramente por China, tras el Yangtsé y el río Amarillo, y el segundo en caudal después del Yangtsé.
Discurre por la parte sur de China en dirección oeste-este y desemboca en el mar de la China Meridional, entre Hong Kong y Macao. Su curso inferior y distributarios forman el delta del río de las Perlas.
Medido desde los tramos más lejanos del río Si, el sistema del río de las Perlas de 2.400 km de largo (1.500 millas), y es el tercer río más largo de China, después del río Yangtze y el río Amarillo, y el segundo en caudal, después del Yangtze. La cuenca del río de las Perlas (珠江流域) comprende 453.700 km² (175.200 millas cuadradas) drena la mayor parte de Liangguang ( provincias de Guangdong y Guangxi), así como partes de Yunnan, Guizhou, Hunan y Jiangxi en China; también drena las partes septentrionales de las provincias nororientales de Vietnam, Cao Bang y Lang Son.

## Geografía

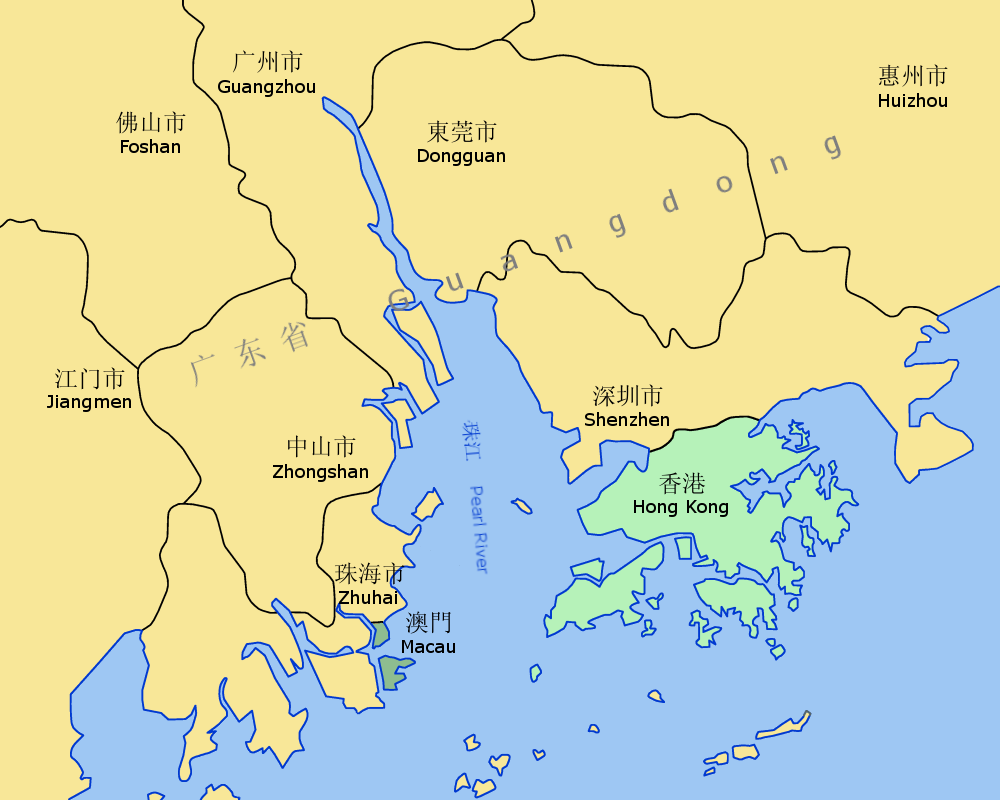
Mapa de la región del delta

El río de las Perlas recibe su nombre por una isla, de arena o piedra, localizada en el medio del río llamada "perla del mar" (海 珠). Esta isla se encuentra ahora en tierra firme, debido al cambio de curso del río. Existe una leyenda muy antigua en China que cuenta como cuatro dragones, entre los que se encontraba el Dragón Perlado (珠 龙, zhulong) ayudaron a unos campesinos rociando con agua del Mar del Este sus campos para que crecieran sus cultivos, y el Emperador de Jade, al ver esto, aplastó a los cuatro dragones poniendo una montaña encima de cada uno, convirtiéndose los dragones en los ríos más grandes de China (corresponderían al río de las Perlas, el río Yangtsé, el río Amarillo y el Heilongjiang).
El río se forma por la convergencia del río Xi (Xi Jiang o río del oeste), el río Bei (Jiang Bei o río del norte) y el río Dong (Jiang Dong o río del este), en la provincia de Yunnan. Fluye en dirección este a través de las provincias y regiones autónomas de Guizhou, Guangxi, Hunan, Jiangxi y Cantón. En esta última provincia, el río desemboca en el mar de la China Meridional formando un gran delta en el que está la ciudad de Cantón.
El delta del río de las Perlas es una de las zonas económicamente más prósperas de China. A ambos lados del mismo se encuentran las antiguas colonias europeas de Hong Kong y Macao, actualmente regiones administrativas especiales de China con una economía muy desarrollada y cada vez más interrelacionada con el resto de la zona del delta.
Antes de la construcción generalizada de presas que comenzó en la década de 1980, el río descargaba anualmente unos 80-85 millones de toneladas de sedimentos, la mayor parte del sedimento del río del oeste (~70 Mt/año) y los ríos del norte y el este 8 y 5 Mt/año respectivamente. Desde 1980 se han construido 14.000 presas en la cuenca, de las cuales 10 con capacidad de retención de más de 1 km³ que interceptan gran parte del sedimento del río. Tras la finalización de las presas de Yantan y Longtan en 1992 y 2007, la descarga anual de sedimentos del río se redujo hasta ~30 Mt/año, y desde 2010 ha disminuido a 20-25 Mt/año.
El estuario, Bocca Tigris, es regularmente dragado a fin de mantenerlo abierto para los barcos oceánicos.

## Afluentes
El río cambia muchas veces de nombre en los diferentes tramos o secciones del río principal. 
Los principales afluentes del río Pearl son: Siyang (río oeste), Dongyang (río este) y Beijiang (río norte). Sin embargo, muchos geólogos coinciden en que el río de las Perlas sólo se crea por la confluencia del Siyang (río del oeste) y Beijiang (río del norte), y el Dongyang (río del este) los une a 70 km de la ciudad de Guangzhou, tras la cual fluye hacia su desembocadura en el mar de China Meridional, donde forma un gran delta con una superficie de 7500 km². El río cambia muchas veces de nombre a los diferentes tramos o secciones del río principal. 
Los nombres de los tramos y los afluentes son los siguientes:
|                               |                               |                               |                               |                               |                               |         | Longitud (todas sus fuentes) | Cuenca  | Caudal |                         |                          |
| ----------------------------- | ----------------------------- | ----------------------------- | ----------------------------- | ----------------------------- | ----------------------------- | ------- | ---------------------------- | ------- | ------ | ----------------------- | ------------------------ |
| Río (o afluente)              | Río (o afluente)              | Río (o afluente)              | Río (o afluente)              | Río (o afluente)              | Río (o afluente)              | (chino) | km                           | km²     | m³/s   | Desembocadura           | Provincias que atraviesa |
| Río de las Perlas (Zhu Jiang) | Río de las Perlas (Zhu Jiang) | Río de las Perlas (Zhu Jiang) | Río de las Perlas (Zhu Jiang) | Río de las Perlas (Zhu Jiang) | Río de las Perlas (Zhu Jiang) | 珠江    | 2200                         | 409 800 |        | Mar de China Meridional | Cantón                   |
| -                             | Río Bei (Beijiang)            | Río Bei (Beijiang)            | Río Bei (Beijiang)            | Río Bei (Beijiang)            | Río Bei (Beijiang)            | 北江    | 468                          |         |        | Río de las Perlas       | Jiangxi y Cantón         |
| -                             | Río Dong (Dongjiang)          | Río Dong (Dongjiang)          | Río Dong (Dongjiang)          | Río Dong (Dongjiang)          | Río Dong (Dongjiang)          | 东江    | 523                          |         |        | Río de las Perlas       | Cantón                   |
| -                             | Río Xi (Jiang)                | Río Xi (Jiang)                | Río Xi (Jiang)                | Río Xi (Jiang)                | Río Xi (Jiang)                | 西江    | 1930                         |         |        | Río de las Perlas       | Cantón                   |
| -                             | -                             | Río Xun (Xunjiang)            | Río Xun (Xunjiang)            | Río Xun (Xunjiang)            | Río Xun (Xunjiang)            | 浔江    | 199                          |         |        | Río Xi                  | Guangxi                  |
| -                             | -                             | -                             | Río Qian (Qianjiang)          | Río Qian (Qianjiang)          | Río Qian (Qianjiang)          | 黔江    | 122                          |         |        | Río Xun                 |                          |
| -                             | -                             | -                             | -                             | Río Liu                       | Río Liu                       |         | 773                          |         | 1865   | Río Qian                | Guangxi                  |
| -                             | -                             | -                             | -                             | -                             | Río Rong (Rongjiang)          | 融江    |                              |         |        | Río Liu                 | Guizhou y Guangxi        |
| -                             | -                             | -                             | -                             | -                             | Río Long (Longjiang)          |         |                              |         |        | Río Liu                 | Guangxi                  |
| -                             | -                             | -                             | -                             | Río Hongshui                  | Río Hongshui                  | 红水河  | 638                          |         |        | Río Qian                | Guangxi                  |
| -                             | -                             | -                             | -                             | -                             | Río Nanpan                    |         | 856                          | 56 200  | 521    | Río Hongshui            | Yunnan y Guizhou         |
| -                             | -                             | -                             | -                             | -                             | Río Beipan                    |         | 449                          | 25 830  |        | Río Hongshui            | Yunnan y Guizhou         |
| -                             | -                             | Río Yu (Yujiang)              | Río Yu (Yujiang)              | Río Yu (Yujiang)              | Río Yu (Yujiang)              | 鬱江    | 1152                         | 92 253  |        | Río Xi                  | Guangxi                  |
| -                             | -                             | -                             | -                             | Río Yong (Yongjiang)          | Río Yong (Yongjiang)          | 邕江    |                              |         |        | Río Yu                  | Guangxi                  |
| -                             | -                             | -                             | -                             | -                             | Río Zuo (Zuojiang)            | 左江    |                              |         |        | Río Yong                | Guangxi y Vietnam        |
| -                             | -                             | -                             | -                             | -                             | Río You (Youjiang)            | 右江    |                              |         |        | Río Yong                | Yunnan y Guangxi         |
| -                             | -                             | Río Gui (Guijiang)            | Río Gui (Guijiang)            | Río Gui (Guijiang)            | Río Gui (Guijiang)            | 桂江    | 437                          | 19 025  |        | Río Xi                  | Guangxi                  |
| -                             | -                             | Río He (Hejiang)              | Río He (Hejiang)              | Río He (Hejiang)              | Río He (Hejiang)              |         | 355                          | 11 536  |        | Río Xi                  | Jiangxi y Guangxi        |

## Fauna
El río de las Perlas se ha identificado como el sistema más rico en especies de China, y también como el que tiene más especies de peces endémicos y amenazados.

## Asentamientos a lo largo del río
Las ciudades más importantes a lo largo del río son:
- Liuzhou
- Guilin
- Dongguan
- Foshan
- Zhuhai
- Panyu
- Zhongshan
- Cantón
- Hong Kong
- Macao
- Shenzhen
- Wuzhou
- Zhaoqing
- Nanning
- Guiping
- Baise

## Cruces sobre el río
Los principales cruces sobre el río de las Perlas son:
- Puente Haizhu
- Puente Haiyin
- Puente Hong Kong-Zhuhai-Macao
- Puente Humen del río de las Perlas
- Puente Huangpu
- Puente de Jiangwan
- Puente de Jiefang
- Puente de Nansha
- Puente de Pazhou
- Puente de Renmin
- Túnel de Shiziyang
- Puente de Xinguang
- Puente de Yajisha
- Puente de Shenzhen-Zhongshan (en construcción)

Además, una línea de alta tensión de 500 kV, suspendida de tres de las más altas torres en el mundo, los pilones de cruce del río de las Perlas, cruza el río cerca de su desembocadura.

## Navegabilidad
De los 14.000 km de longitud de la cuenca son navegables de manera permanente unos 2.214 km, y 5.000 km enlazan hacia el suroeste a través de barcazas, que conducen hacia el mar de China meridional y en todo el mundo a través de ocho puertos, que forman uno de los sistemas portuarios costeros más importantes del mundo, formado por Hong Kong, Guangzhou y Shenzhen.

## Importancia económica
El río de las Perlas no sólo es el estuario del mayor sistema fluvial del sur de China (cuenca de unos 452.000 km²), sino también uno de los núcleos económicos de China y una importante ruta de navegación marítima, que se mantiene a 10 metros de profundidad desde Guangzhou hasta Macao en el mar de China Meridional. A unos 50 kilómetros al este de la zona insular de transición entre la bahía del río de las Perlas y el mar abierto (mar marginal del océano Pacífico) se encuentra Hong Kong, conectada al río de las Perlas por un estrecho.
La zona atravesada por el río de las Perlas está considerada una de las áreas económicas más activas de China, con la Zona Económica Especial Shēnzhèn y Zhūhǎi, así como las ciudades de Guǎngzhōu, Fóshān, Dōngguǎn, Zhongshan y las Regiones Administrativas Especiales Hong Kong y Macao. Estas ciudades forman ahora un paisaje urbano casi continuo con una gran concentración industrial. Fueron principalmente empresas de Hong Kong y Taiwán las que invirtieron en el estuario del río de las Perlas e iniciaron así este dinámico proceso de desarrollo.

## Contaminación
Se cree que el río de las Perlas es una de las vías fluviales más contaminadas de Asia y del mundo.

## Imágenes

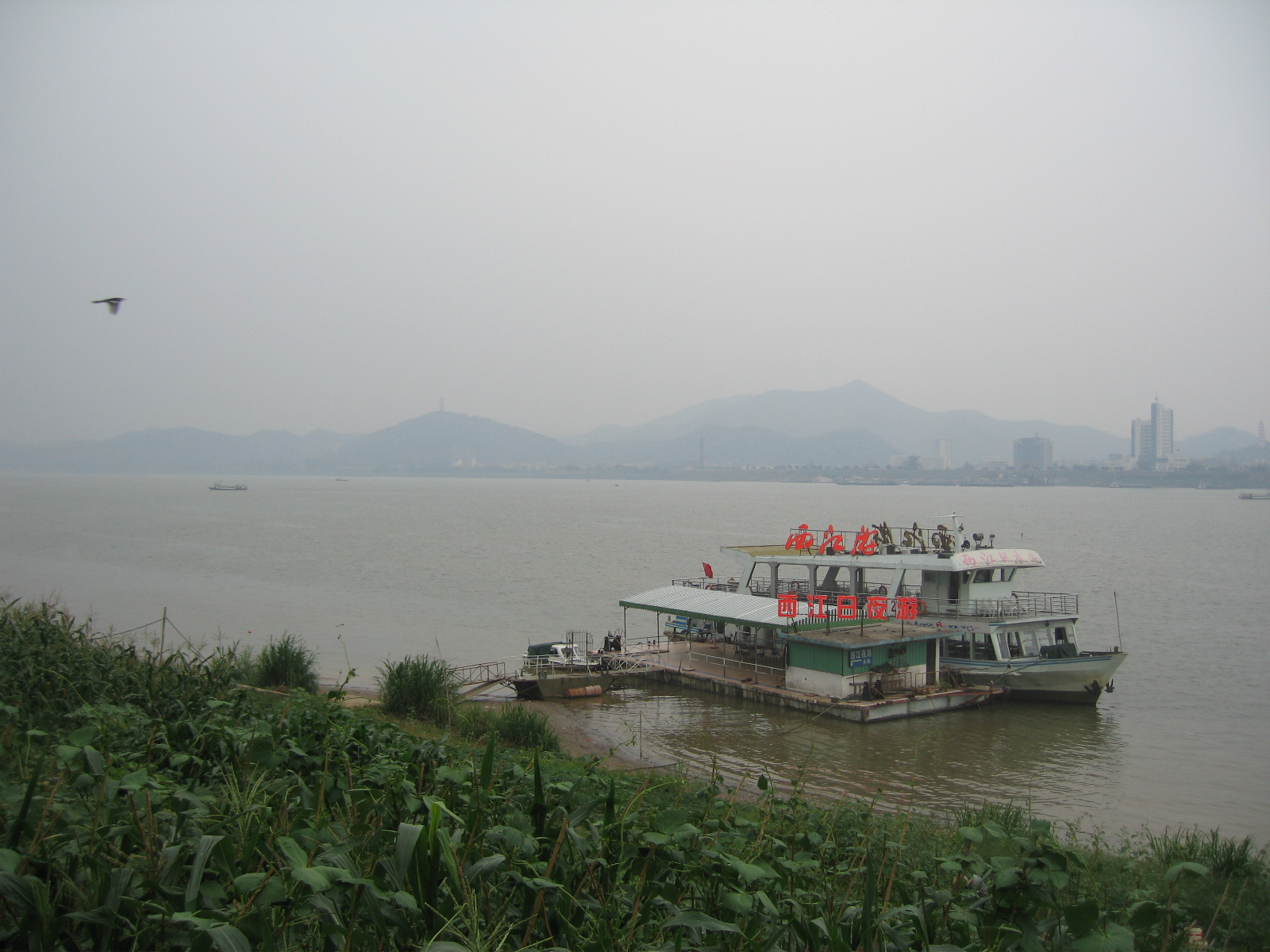
El río Xi ("Rio occidental") de Paoing a Gaoyao
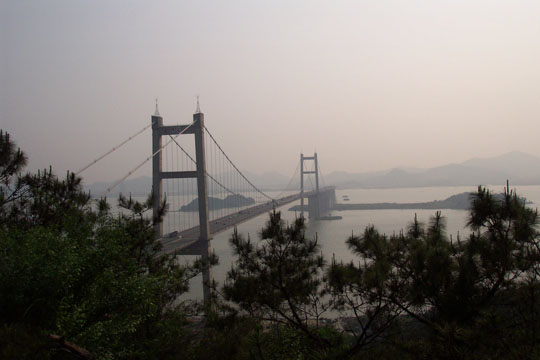
Puente del río Biserne en Humen[11]También es la ruta G9411 Dongguan–Foshan Expressway
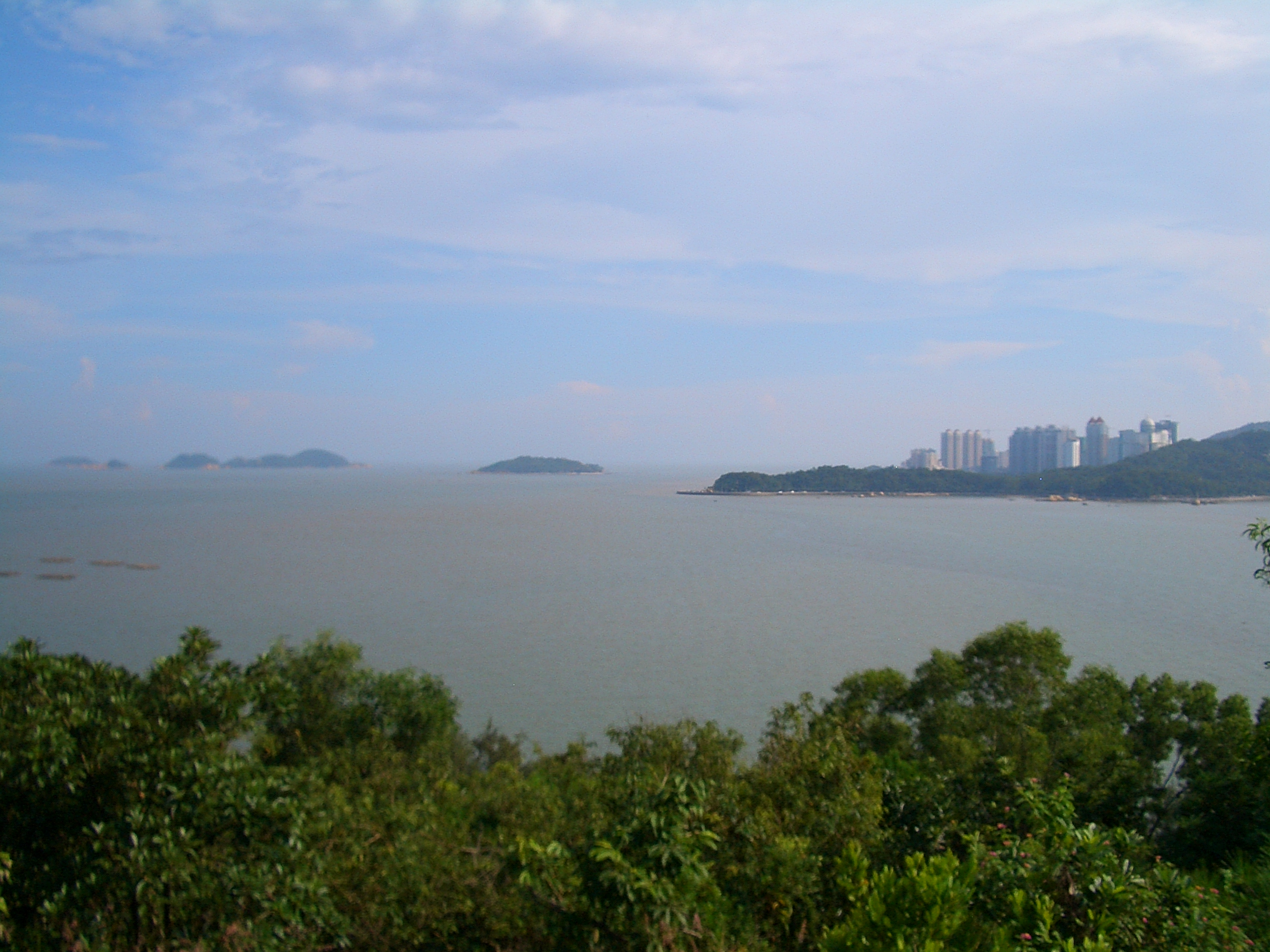
Islas de Yeli a lo largo del río Bead
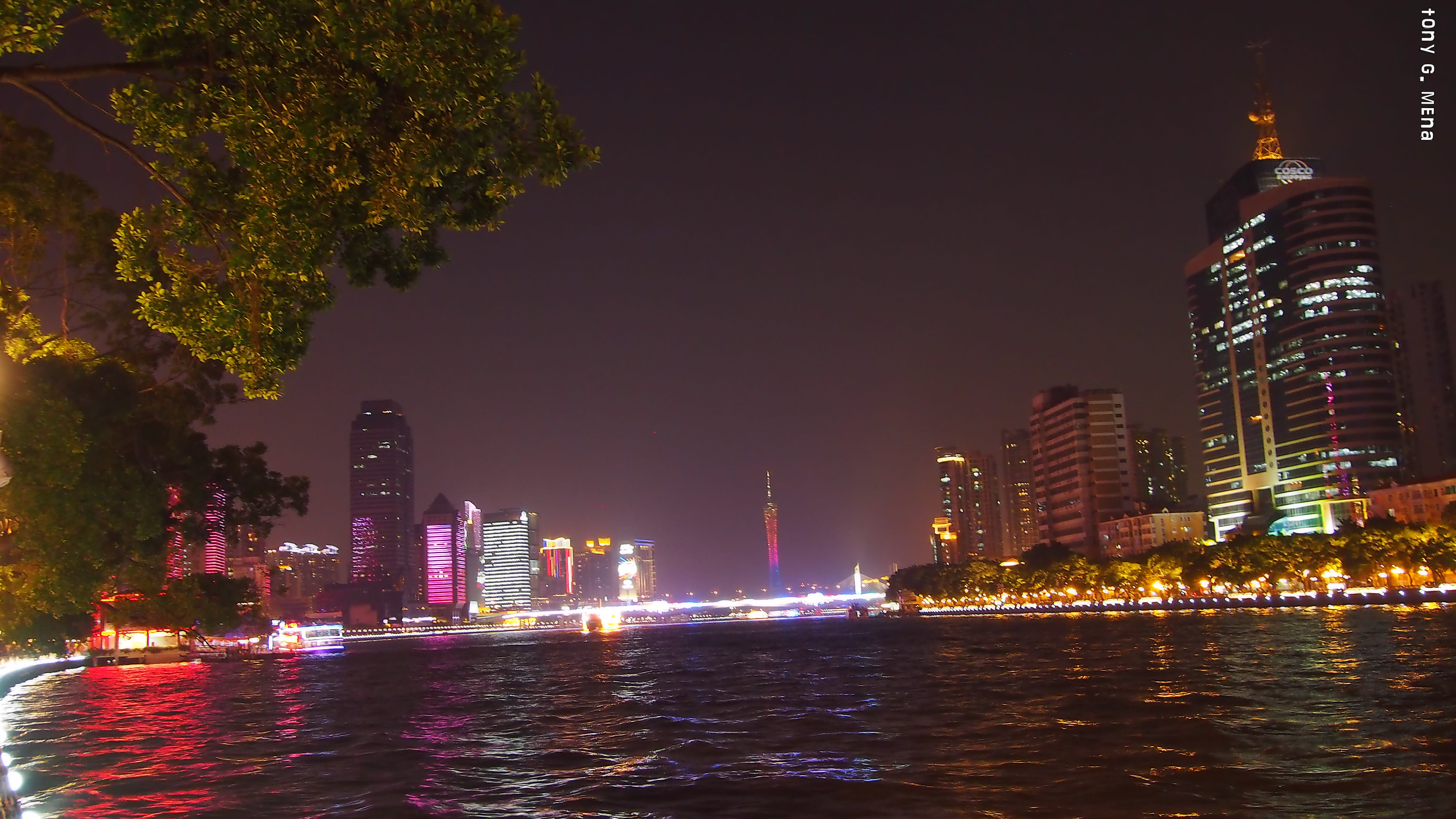
Río Biserna y Torre de Cantón, por la noche